# Seqocrypta
Genre
Seqocrypta est un genre d'araignées mygalomorphes de la famille des Barychelidae.

## Distribution
Les espèces de ce genre sont endémiques d'Australie. Elles se rencontrent au Queensland et en Nouvelle-Galles du Sud.

## Liste des espèces
Selon World Spider Catalog (version 14.0, 2013) :
- Seqocrypta bancrofti Raven, 1994
- Seqocrypta hamlynharrisi Raven & Churchill, 1994
- Seqocrypta jakara Raven, 1994
- Seqocrypta mckeowni Raven, 1994

## Publication originale
- Raven, 1994 : Mygalomorph spiders of the Barychelidae in Australia and the Western Pacific. Memoirs of the Queensland Museum, vol. 35, no 2, p. 291-706 (texte intégral).